# Ribes echinellum
Ribes echinellum är en ripsväxtart som först beskrevs av Frederick Vernon Coville, och fick sitt nu gällande namn av Alfred Rehder. Ribes echinellum ingår i släktet ripsar, och familjen ripsväxter. Inga underarter finns listade i Catalogue of Life.